# Bajkonur (město)
Bajkonur (kazašsky Байқоңыр, rusky Байконур, dříve Leninsk) je město v Kazachstánu. Leží v Kyzylordské oblasti, ale je do roku 2050 společně se stejnojmenným kosmodromem pronajato Ruské federaci a je tedy pod její správou. Pronajatá oblast má tvar elipsy s velkou osou o délce 90 kilometrů ve východozápadním směru a malou osou o délce 85 kilometrů v severojižním směru. Ve středu území leží samotný kosmodrom.

## Dějiny
Město bylo vybudováno v roce 1955, poblíž stanice Tjura-Tam na transaralské železniční trati, v souvislosti s výstavbou kosmodromu, a dodnes slouží jako bydliště jeho pracovníků.
Název Bajkonur nese i původně hornické městečko ležící asi 320 km na severovýchod, zhruba 120 km na západ od Žezkazganu v Karagandské oblasti. Zvolení stejného jména pro nový kosmodrom mělo zvýšit utajení.
V letech 1958–69 se město jmenovalo Leninskij, poté do roku 1995 Leninsk.
Pro západní svět objevil umístění kosmodromu a tedy i města průzkumný letoun U-2 5. srpna 1957.

### Rodáci
- Sergej Kuď-Sverčkov (* 1983), kosmonaut